# Střížkov

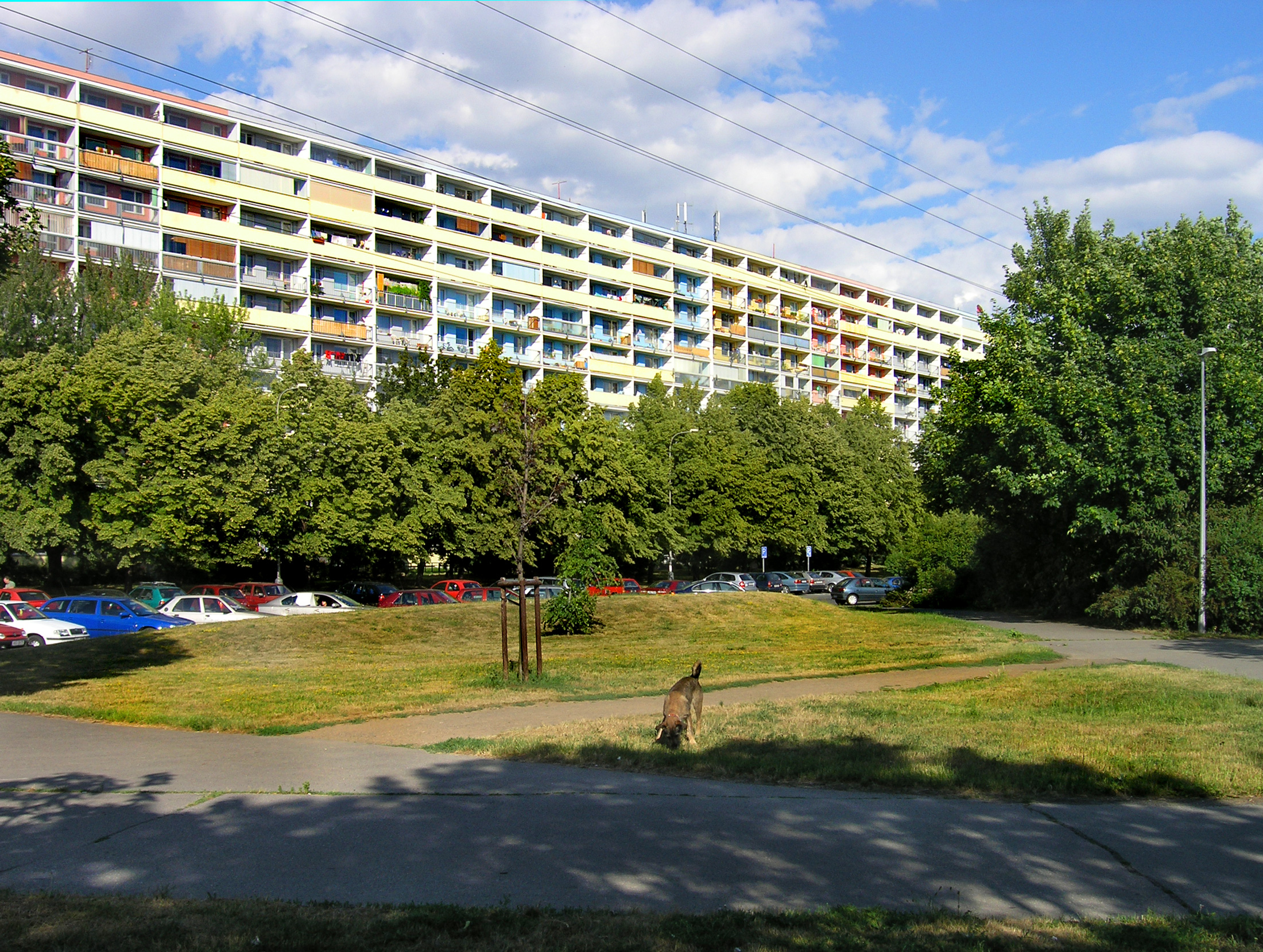
Flat in Střížkov

Střížkov is een wijk van de Tsjechische hoofdstad Praag. Sinds het jaar 1922 is het oorspronkelijke dorp onderdeel van de gemeente Praag, sinds 1990 is het gedeeltelijk onderverdeeld bij het gemeentelijke district Praag 8 en gedeeltelijk bij het district Praag 9. Střížkov heeft 14.179 inwoners (2006).